# Écologie historique

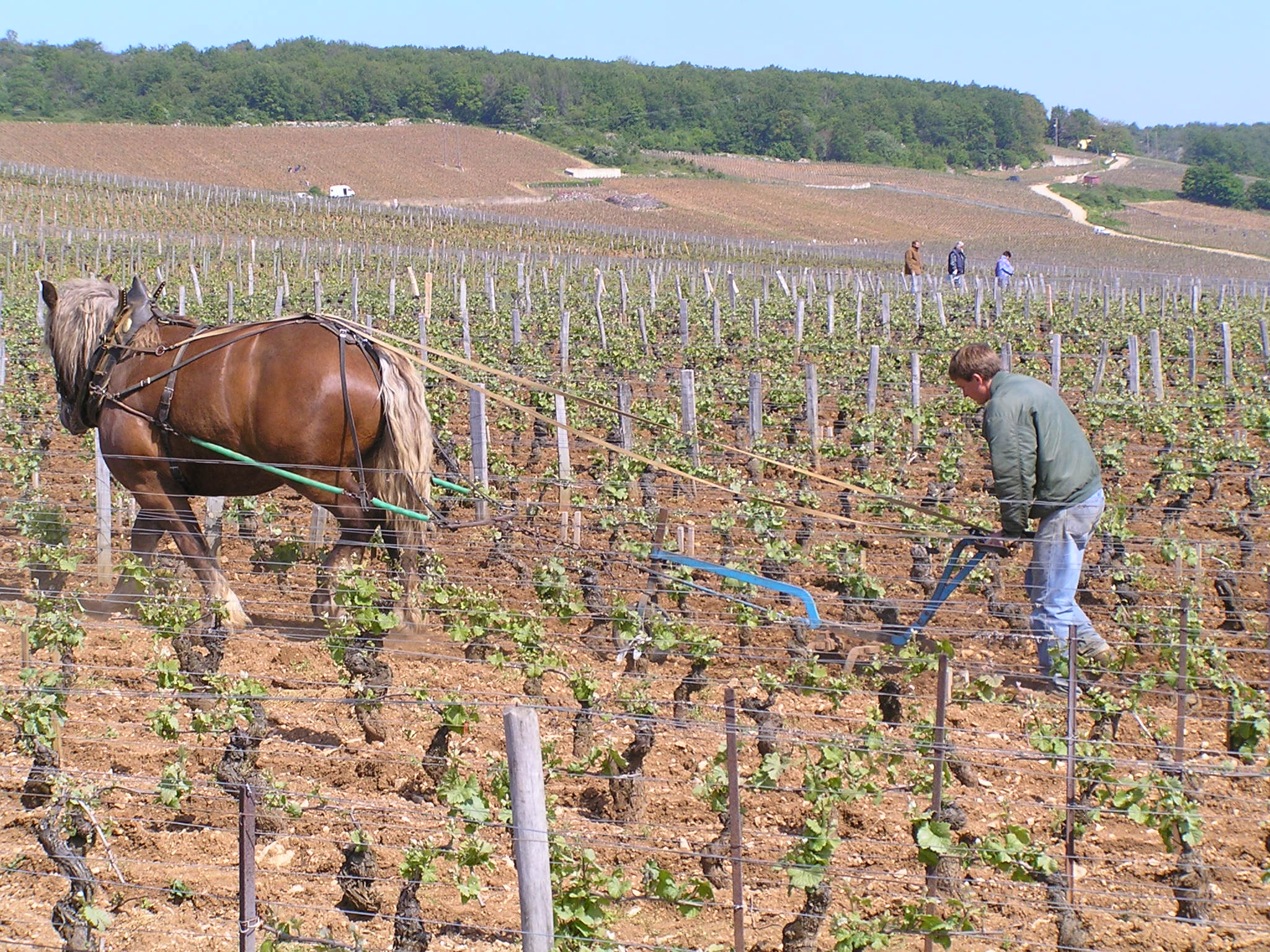
L'écologie historique étudie les interactions sur le long terme entre l'être humain et son environnement.

Ne doit pas être confondu avec Histoire de l'écologie.
L'écologie historique est le domaine d'étude des interactions entre les humains et leur environnement sur de longues périodes de temps, généralement des siècles.

## Généralités
Les chercheurs de ce domaine synthétisent des données en série longue collectées par des chercheurs de divers domaines. L'écologie historique ne se concentre pas sur des événements spécifiques, mais vise à étudier et comprendre ces interactions à la fois dans le temps et dans l'espace afin de mieux comprendre leurs effets cumulatifs. Via ces interactions, les humains à la fois s'adaptent et façonnent leur environnement, contribuant continuellement à transformer le paysage. Les chercheurs en écologie historique reconnaissent que les humains ont influencé leur environnement partout dans le monde, que les changements qu'ils ont produit sur le paysage sont très divers, accroissant ou réduisant la diversité des espèces selon les cas, et qu'adopter un point de vue holistique est indispensable pour pouvoir comprendre ce système.
Reconstituer des paysages exige un travail interdisciplinaire parfois difficile entre sciences de la nature et sciences sociales, d'accorder une attention particulière aux échelles géographiques et temporelles, de bien connaître l'étendue de la complexité écologique humaine et de présenter des résultats d'une manière qui soit utile à des chercheurs de domaines très divers. Ces travaux requièrent à la fois des développements théoriques et l'utilisation d'outils méthodologiques provenant de la géographie, de la biologie, de l'écologie, de l'histoire, de l'archéologie, de la sociologie, de l'anthropologie, et plusieurs autres disciplines. Les travaux les plus courants en écologie historique consistent en des recherches historiques, des reconstitutions climatologiques, des relevés de plantes et d'animaux, des fouilles archéologiques, des entretiens ethnographiques et des reconstitutions de paysages.

## Histoire
La discipline est apparue en plusieurs lieux distincts, initiée par des chercheurs qui partageaient un intérêt commun pour la question de l'écologie et de l'histoire, tout en ayant des approches diverses. C'est Edward Smith Deevey, Jr. qui, dans les années 1960, a utilisé en premier cette expression pour désigner une méthodologie qui était en développement depuis longtemps. Edward Deevey a souhaité rapprocher les pratiques d'une « écologie générale » étudiée expérimentalement en laboratoire, avec une « écologie historique » s'appuyant sur des témoignages recueillis sur le terrain. Par exemple, il a utilisé la datation au radiocarbone pour réconcilier les successions de plantes et d'animaux des biologistes avec les séquences de culture matérielle et de sites découverts par les archéologues.
Dans les années 1980, des membres du département d'histoire de l'Université de l'Arkansas ont organisé une série de conférences intitulée « Ecologie historique : essais sur l'environnement et le changement social ». Relevant les préoccupations croissantes du public au sujet de la pollution et de la diminution des ressources naturelles, les auteurs ont amorcé un dialogue avec des chercheurs dont la spécialité recouvrait les sciences sociales. Les publications ont souligné l'importance de comprendre les structures sociales et politiques, les identités personnelles, les perceptions de la nature et la multiplicité des solutions aux problèmes environnementaux.
L'émergence de l'écologie historique en tant que discipline cohérente a été motivée par un certain nombre de projets de recherche à long terme en écologie historique des environnements tropicaux, tempérés et arctiques, notamment :
- Le projet d'Écologie historique des Mayas d'Edward Deevey (1973-1984), rassemblant archéologues et biologistes, a combiné des données provenant de sédiments lacustres, de modèles de peuplement et de matériaux provenant de fouilles réalisées dans le Petén, au Guatemala, pour réfuter les hypothèses selon lesquelles un effondrement des zones urbaines mayas était dû à un problème de production alimentaire[10].

- Le projet du Paysage bourguignon de Carole L. Crumley (1974-présent), par une équipe de recherche multidisciplinaire, vise à identifier les multiples facteurs qui ont contribué à la durabilité à long terme de l'économie agricole bourguignonne[11].

- Le projet Inuit-Norse de Thomas H. McGovern (1976-présent) utilise l'archéologie, la reconstruction environnementale et l'analyse textuelle pour examiner l'écologie changeante des colonisateurs nordiques et des peuples autochtones du Groenland, d'Islande, des îles Féroé et des Shetland[12].

L'écologie historique a étendu son domaine d'étude aux environnements côtiers et marins :
- Le projet de sanctuaire marin national de Stellwagen Bank (1984-présent) étudie le cas de la pêche à la morue au Massachusetts entre le XVIIe et le XIXe siècle au travers de documents historiques[13].

- Les chercheurs du projet d'écorégion des récifs coralliens des Florida Keys (1990-présent) du Institut d'océanographie Scripps étudient des documents d'archives, notamment des descriptions d'histoire naturelle, des cartes et des graphiques, des documents familiaux et personnels, ainsi que des documents d'État et coloniaux afin de comprendre les conséquences de la surpêche et de la perte d'habitats dans les Florida Keys, qui hébergent le troisième plus grand récif de corail au monde.

- Le projet d'écologie historique du sanctuaire marin de Monterey Bay (2008-présent) cherche à collecter des données historiques pertinentes sur la pêche, la chasse à la baleine et le commerce des fourrures d'animaux aquatiques afin de constituer une base de référence pour les restaurations environnementales de la côte californienne[14].

## Interdisciplinarité

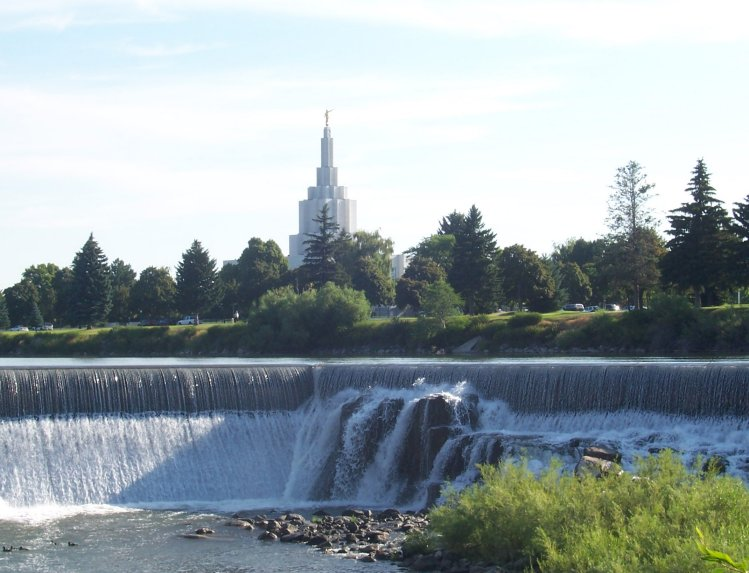
Un exemple de nature artificielle : à Idaho Falls, ces chutes d'eau ont remplacé celles d'origine naturelle.

Du fait de la complexité de son objet, l'écologie historique est interdisciplinaire, dans la continuité de l'histoire intellectuelle de l'anthropologie environnementale. Depuis l'époque de Platon, les chercheurs occidentaux savent qu'histoire des changements environnementaux et histoire humaine peuvent être séparées. Plusieurs idées ont été utilisées pour décrire les interactions des humains avec leur environnement, la première étant le concept de la Scala naturæ, ou grande chaîne de la vie. Ce concept considère que toutes les formes de vie sont ordonnées, les humains étant sa forme la plus élevée, du fait de sa connaissance et de sa capacité à modifier la nature. Il conduit au concept d'une autre nature, qui serait artificielle, conçue ou modifiée par l'Homme, par opposition à une nature qui se concevrait elle-même.
L'intérêt pour la transformation de l'environnement a continué de croître aux XVIIIe, XIXe et XXe siècles, introduisant de nouvelles approches intellectuelles. Parmi ces approches, on trouve le déterminisme géographique, développé par le géographe Friedrich Ratzel. Selon cette approche, ce ne serait pas les conditions sociales, mais les conditions environnementales, qui déterminent la culture d'une population. Friedrich Ratzsel considérait également que la nature limitait les humains, leurs comportements étant limités et définis par leur environnement. Plus tard, Franz Boas a adopté un point de vue historique pour réfuter le déterminisme environnemental, affirmant que ce n'est pas la nature, mais les spécificités de l'histoire, qui façonnent les cultures humaines. Si l'approche de Franz Boas reconnaissait bien que l'environnement puisse imposer des limites aux sociétés, il affirmait que chaque environnement a un impact différent sur chaque culture. L'écologie culturelle de Julian Steward est considérée comme une fusion du déterminisme environnemental et de l'approche historique. Selon Julian Steward, ce n'est ni la nature, ni la culture qui ont le plus d'impact sur une population, mais plutôt le mode de subsistance utilisé dans un environnement donné.
Cherchant à s'éloigner de l'écologie culturelle, l'anthropologue Roy Rappaport a introduit le champ de l'anthropologie écologique dans l'écologie historique. Les études en anthropologie écologique empruntent fortement aux sciences de la nature, et en particulier le concept d'écosystème à l'écologie des systèmes, ou théorie des systèmes. Dans cette approche, les écosystèmes sont considérés comme s'autorégulant et revenant à un état d'équilibre. Cette théorie considère les populations humaines comme statiques et agissant en harmonie avec l'environnement.
Plusieurs chercheurs, dont l'anthropologue Eric Wolf, ont permis de préciser le périmètre de l'écologie historique, en prenant en compte les dimensions temporelles et spatiales de l'histoire et des cultures, plutôt qu'en continuant à considérer les populations comme statiques. Ces critiques ont renforcé la nécessité de considérer la nature historique, culturelle et évolutive des paysages et des sociétés. L'écologie historique a alors pu se développer en tant que discipline scientifique pour étudier tous les types de sociétés, simples ou complexes, et leurs interactions avec l'environnement dans l' espace et le temps .

## Le cas des paysages
En écologie historique, un paysage est défini comme une zone d'interaction entre une culture humaine et l'environnement non humain. Le paysage est une manifestation physique de l'histoire en perpétuel changement. L'écologie historique revoit la notion d'écosystème et la remplace par celle de paysage : là où un écosystème est statique et cyclique, un paysage est historique. Alors que le concept d'écosystème considère que l'environnement essaie sans cesse de retrouver un état d'équilibre, le concept de paysage considère la « transformation du paysage » comme un processus évolutif. Les paysages ne reviennent pas à un état d'équilibre, mais sont comme des palimpsestes de perturbations qui se succèdent sur le même environnement. L'utilisation de la notion d' « paysage » au lieu de celle « d'écosystème » comme unité centrale d'analyse est aujourd'hui au cœur de l'écologie historique.

## Les perturbations anthropiques

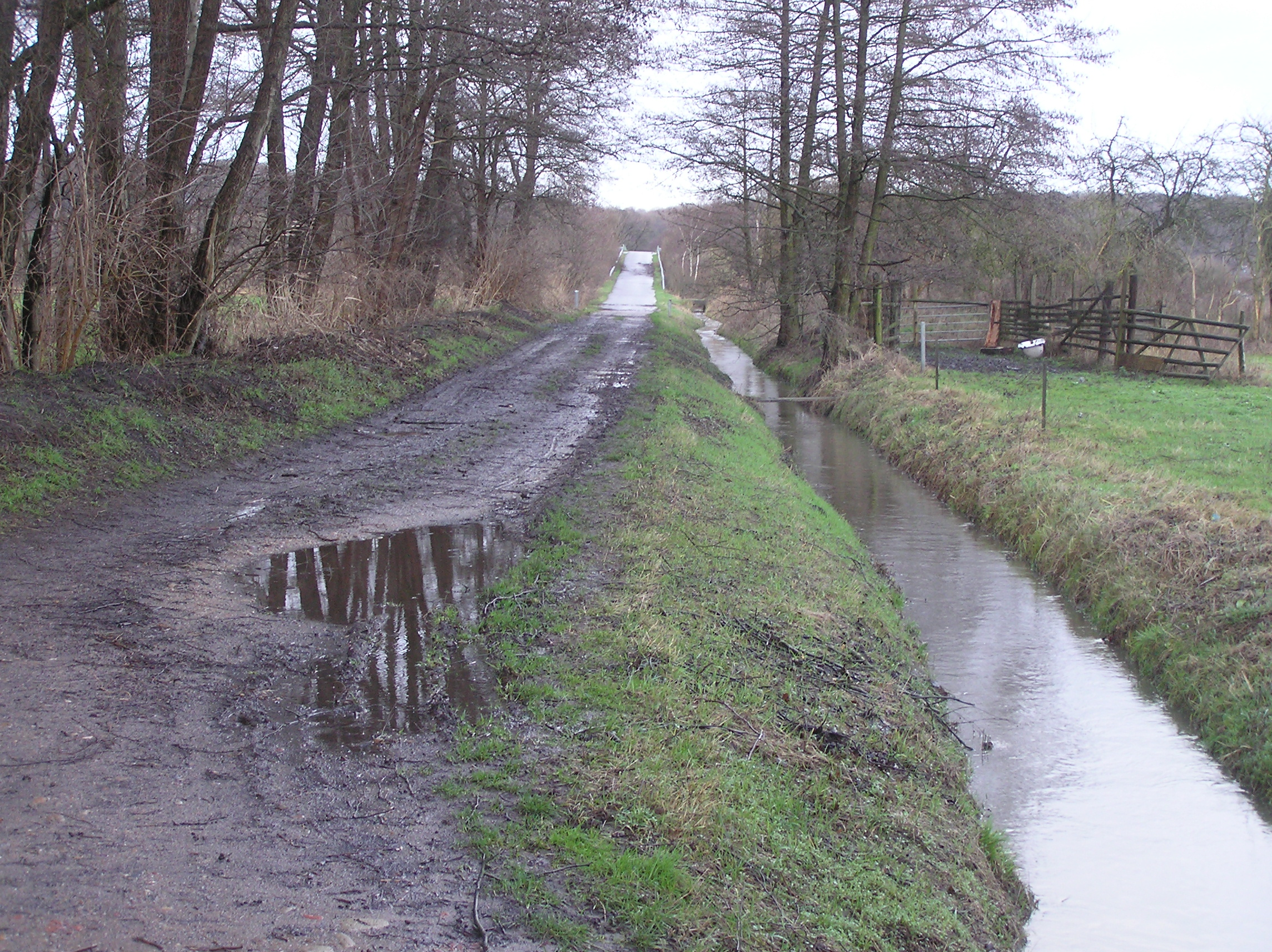
Canal d'irrigation artificiel

Tout au long de son histoire, Homo sapiens a interagi avec son environnement, influençant de manière durable les paysages du monde entier. Les humains modifient parfois activement leurs paysages ; à d'autres moments, c'est par le biais d'effets secondaires que leurs actions modifient les paysages. Dans ce dernier cas, on appelle les changements des perturbations médiées par l'homme. Les mécanismes à l'origine de ces perturbations sont variées, et peuvent aussi bien être avantageuses ou délétères.
Tout à la fois destructeur et parfois constructif, le feu anthropique est la perturbation anthropique la plus immédiatement visible, sans laquelle de nombreux paysages seraient dénaturés. Cela fait des milliers d'années qu'à travers le monde, les humains pratiquent l'écobuage des forêts, façonnant les paysages pour que ceux-ci répondent mieux à leurs besoins. Ils ont brûlé la végétation et les forêts pour obtenir de nouvelles surfaces cultivables, conduisant, parfois, à une diversité des espèces accrue. Aujourd'hui, en l'absence de populations indigènes qui, autrefois, pratiquaient des brûlages contrôlés (notamment en Amérique du Nord et en Australie), les feux de forêt d'origine naturelle se multiplient. De plus, il y a eu une déstabilisation « des écosystèmes les uns après les autres, et de nombreux éléments suggèrent aujourd'hui que la suppression des incendies par les Européens a conduit à des extinctions florales et fauniques ».
Les invasions biologiques et la propagation d'agents infectieux et de maladies sont deux mécanismes qui peuvent se propager aussi bien par inadvertance que de manière intentionnelle. Les invasions biologiques commencent par l'introduction d'espèces étrangères ou de biotes dans un environnement préexistant, grâce par des passagers clandestins à bord de navires, voire comme armes de guerre. Dans certains cas, une nouvelle espèce peut faire des ravages dans un paysage, provoquant la perte d'espèces indigènes et la destruction du paysage. Dans d'autres cas, la nouvelle espèce peut remplir une niche auparavant vide et jouer un rôle positif. La propagation de nouveaux agents pathogènes, virus et maladies a rarement des effets positifs : il arrive que de nouveaux agents pathogènes et virus détruisent des populations dépourvues d'immunité contre ces maladies. Certains agents pathogènes ont la capacité de passer d'une espèce à une autre et peuvent se propager en tant qu'effet secondaire d'une invasion biologique.
Parmi les autres mécanismes de perturbations d'origine humaine, on trouve la gestion de l'eau et celle des sols. En Europe méditerranéenne, ces mécanismes sont reconnus depuis l'Empire romain comme des manières d'altérer le paysage. Cicéron  notait déjà que par la fertilisation, l'irrigation et d'autres activités, les humains avaient fondamentalement créé un deuxième monde. Aujourd'hui, la fertilisation permet d'obtenir des récoltes plus importantes et plus productives, mais elle a aussi des effets délétères sur de nombreux paysages, comme la baisse de la diversité des espèces végétales et l'ajout de polluants dans les sols.

### Les brûlages
Le feu anthropique est une perturbation d'origine humaine, définie en écologie historique comme un moyen de modifier le paysage d'une manière qui corresponde mieux aux besoins humains. La forme la plus courante de feu anthropique est le brûlage contrôlé, utilisé depuis des millénaires. Les feux de forêt et les brûlis ont tendance à être vus négativement, mais des brûlages contrôlés peuvent aussi avoir un impact favorable sur la diversité, la formation et la protection du paysage.
Le brûlage contrôlé modifie le biote d'un paysage. L'effet immédiat d'un feu de forêt est de réduire la diversité d'espèces. Cependant, cet impact négatif n'est que temporaire. Des cycles de brûlage contrôlé peuvent permettre au paysage d'augmenter progressivement sa diversité. Si le temps requis pour ce changement dépend de l'intensité, de la fréquence, du moment et de l'ampleur des brûlages contrôlées, on constate cependant une plus grande diversité après quelques cycles de brûlage contrôlé. De nombreux paysages sur la Terre ont ainsi été façonnés par l'adaptation au feu.

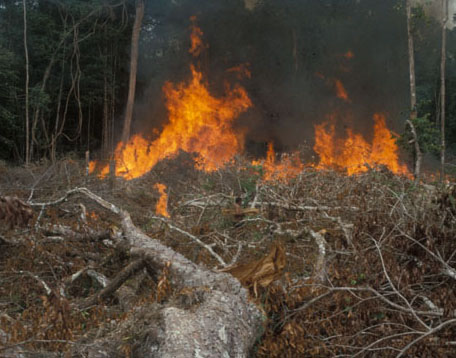
Un feu d'enfouissement, exemple de brûlage contrôlé

En plus de favoriser la diversité, les brûlages contrôlés ont contribué à changer les paysages, et engendrer des paysages plus adaptés aux besoins humains, créant des parcelles riches en ressources naturelles utilitaires.
Un brûlage contrôlé permet aussi de lutter contre des incendies de forêt catastrophiques, en brûlant régulièrement des sous-bois qui, autrement, alimenteraient un incendie de grande ampleur et très puissant. Les brûlages contrôlés ont ainsi contribué à protéger les paysages contre les incendies feu en brûlant les sous-bois et en consumant un combustible qui, sous l'effet de la foudre, pourrait déclencher un incendie difficile à contenir.
Le feu anthropique est devenu l'une des perturbations les plus étudiées par les écologues, les géographes, les pédologues et les anthropologues. En étudiant leurs effets, les anthropologues ont pu identifier les utilisations du paysage et les exigences des cultures passées. Les écologues ont pu comprendre comment les méthodes des cultures précédentes pouvaient être utilisées pour développer des politiques de brûlage régulier. Les géographes et pédologues se sont intéressés au potentiel des sols anthropiques résultant des brûlages.

### Les invasions biologiques

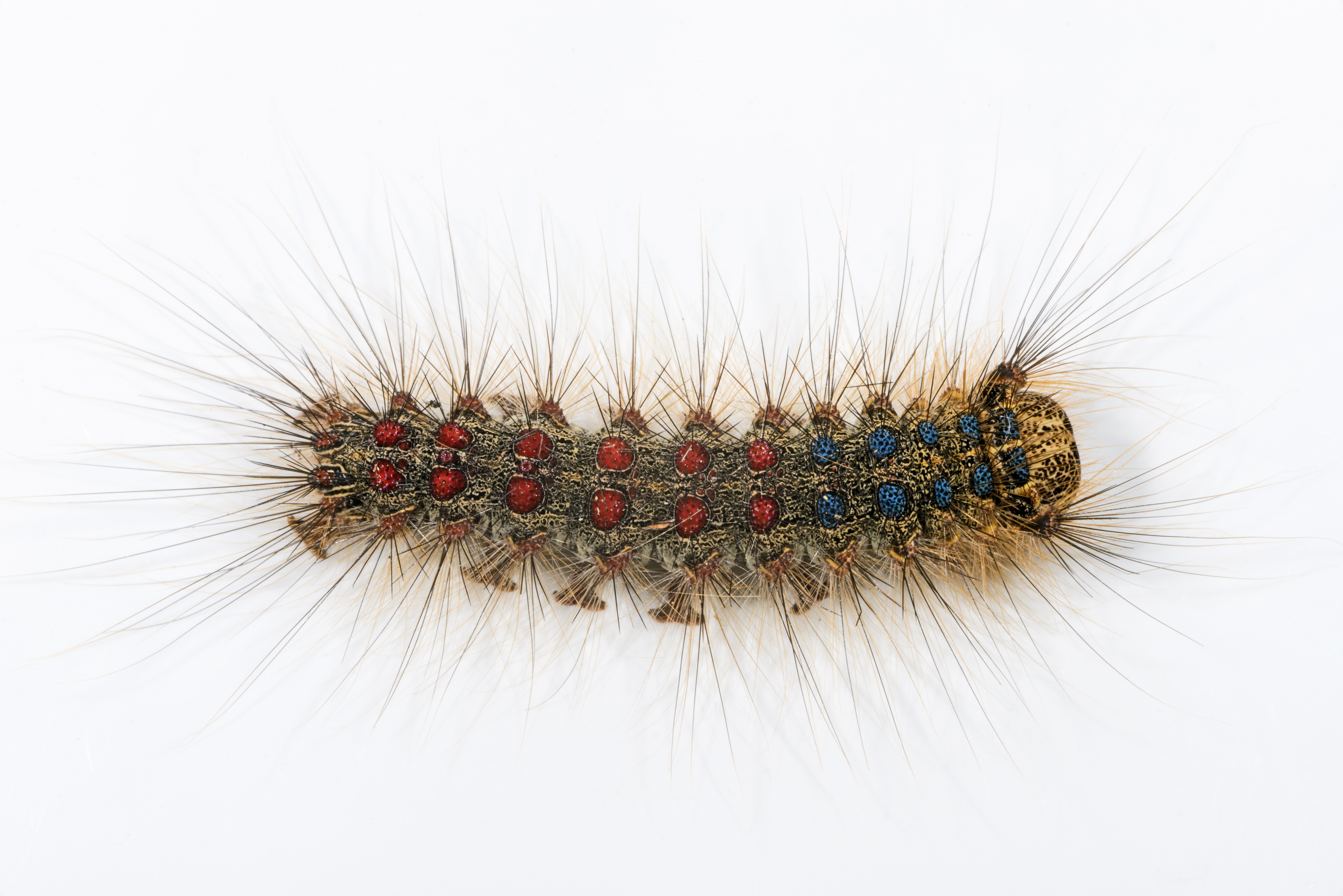
Une chenille de Bombyx disparate, espèce invasive en Amérique du nord.

Des invasions biologiques se produisent lorsque des biotes exotiques pénètrent dans un paysage et remplacent des espèces locales avec lesquelles ils partagent des similitudes de structure et de fonction écologique. Parce qu'elles se multiplient et se développent rapidement, les espèces invasives peuvent réduire considérablement, voire éliminer la flore et la faune existantes au travers de divers mécanismes, comme l'exclusion compétitive directe. Les espèces invasives se propagent généralement à un rythme plus rapide lorsqu'elles n'ont pas de prédateurs naturels ou lorsqu'elles remplissent une niche vide. Ces invasions se produisent souvent dans un contexte historique et sont classées comme « invasions à médiation humaine ».
Les espèces invasives peuvent être transportées de manière volontaire ou accidentelle. De nombreuses espèces invasives proviennent des zones de transport d'où elles ont été involontairement transportées vers le nouvel lieu. Il arrive que des populations humaines introduisent délibérément des espèces dans de nouveaux paysages ; les motivations d'une introduction volontaire de biote sont très variées, pouvant aller de la décoration au contrôle de l'érosion. Une fois introduites, ces espèces peuvent ensuite devenir invasives et modifier radicalement le paysage. Il est important de noter que toutes les espèces exotiques ne sont pas invasives ; en fait, la majorité des espèces nouvellement introduites ne le deviennent jamais. Au cours de leurs grandes migrations historiques, les humains ont emporté avec eux des plantes à valeur agricole et médicinale. Cela explique pourquoi la distribution moderne de ces espèces privilégiées fournit une cartographie claire des routes parcourues par les humains, et des endroits où ils se sont installés.
Un exemple d'espèce invasive ayant eu des conséquences majeures sur le paysage d'Amérique du nord est le Bombyx disparate (Lymantria dispar). La chenille de ce papillon, qui se nourrit de feuillages, est originaire des régions tempérées d'Eurasie ; il a été volontairement introduit aux États-Unis par un entomologiste en 1869. De nombreux spécimens se sont échappés de captivité, et ont ensuite modifié l'écologie des forêts de feuillus et de conifères en Amérique du Nord, par défoliation. Les effets délétères ont été multiples : perte d'habitats fauniques, mais aussi perte d'autres services forestiers, comme la séquestration du carbone et le cycle des nutriments. Après son introduction initiale, les nombreux transports accidentels de ses larves à travers le continent nord-américain ont contribué à l'explosion de sa population.
Quels que soient leurs modes d'introduction, les invasions biologiques ont un effet considérable sur le paysage. L'objectif d'éliminer les espèces invasives n'est pas nouveau : Platon écrivait déjà sur les avantages de la diversité biotique et paysagère. Cependant, la notion d'élimination d'une espèce invasive est difficile à définir car il n'existe pas de durée canonique de présence d'une espèce dans un environnement spécifique jusqu'à ce qu'elle ne soit plus classée comme invasive. La foresterie européenne définit les plantes comme étant des archétypes si elles existaient en Europe avant 1500 et des néophytes si elles y sont arrivées après 1500. Cependant, cette classification reste arbitraire : certaines espèces ont d'origine inconnue alors que d'autres sont devenues tellement présentes dans leur paysage que leur suppression aurait des conséquences trop importantes sur le paysage sans nécessairement provoquer un retour aux conditions d'avant l'invasion. On préfère alors les considérer comme des espèces-clés du paysage.

### Les agents pathogènes

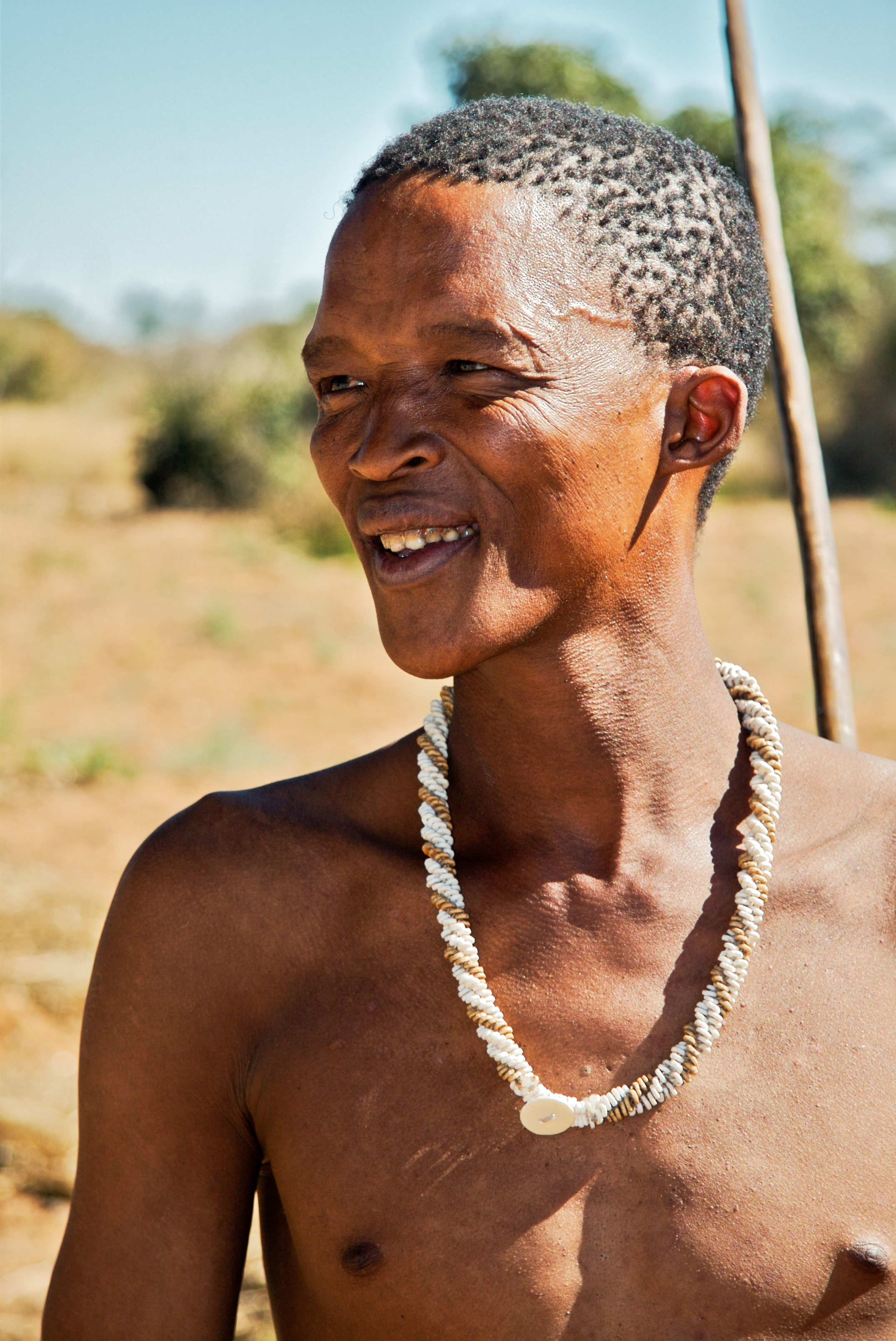
Un homme de la tribu San : les individus vivant dans des climats secs ont moins de parasites intestinaux.

L'une des relations claires qui s'expriment entre la nature et les individus humains, ce sont les maladies humaines. Les maladies infectieuses peuvent être considérées comme un autre exemple de perturbation d'origine humaine, les humains étant les hôtes de maladies infectieuses. Historiquement, les preuves de maladies épidémiques ont été associées aux débuts de l'agriculture et des communautés sédentaires : on considérait les populations humaines de chasseurs-cueilleurs comme trop petites et trop mobiles pour que la plupart des infections puissent devenir des maladies chroniques. L'établissement de sites d'habitation permanente, consécutif à l'agriculture, ont permis une plus grande interaction intercommunautaire ; les infections ont alors pu se développer en tant qu'agents pathogènes spécifiquement humains.

### Les transformations des cours d'eau
Les chercheurs en écologie historique ont pour postulat que des transformations du paysage se sont produites tout au long de l'histoire humaine, avant même l'émergence des sociétés occidentales. L'érosion des sols, la création de barrages par des animaux ont contribué aux transformations des cours d'eau, qui à leur tour, ont modifié les paysages. L'écologie historique considère les effets des perturbations d'origine humaine sur la transformation des cours d'eau comme des événements à la fois progressifs et très conséquents. Les humains ont modifié les cours d'eau en construisant des canaux d'irrigation, en élargissant ou en rétrécissant des voies navigables, ou de nombreuses autres manières, à des fins agricoles ou de transport.

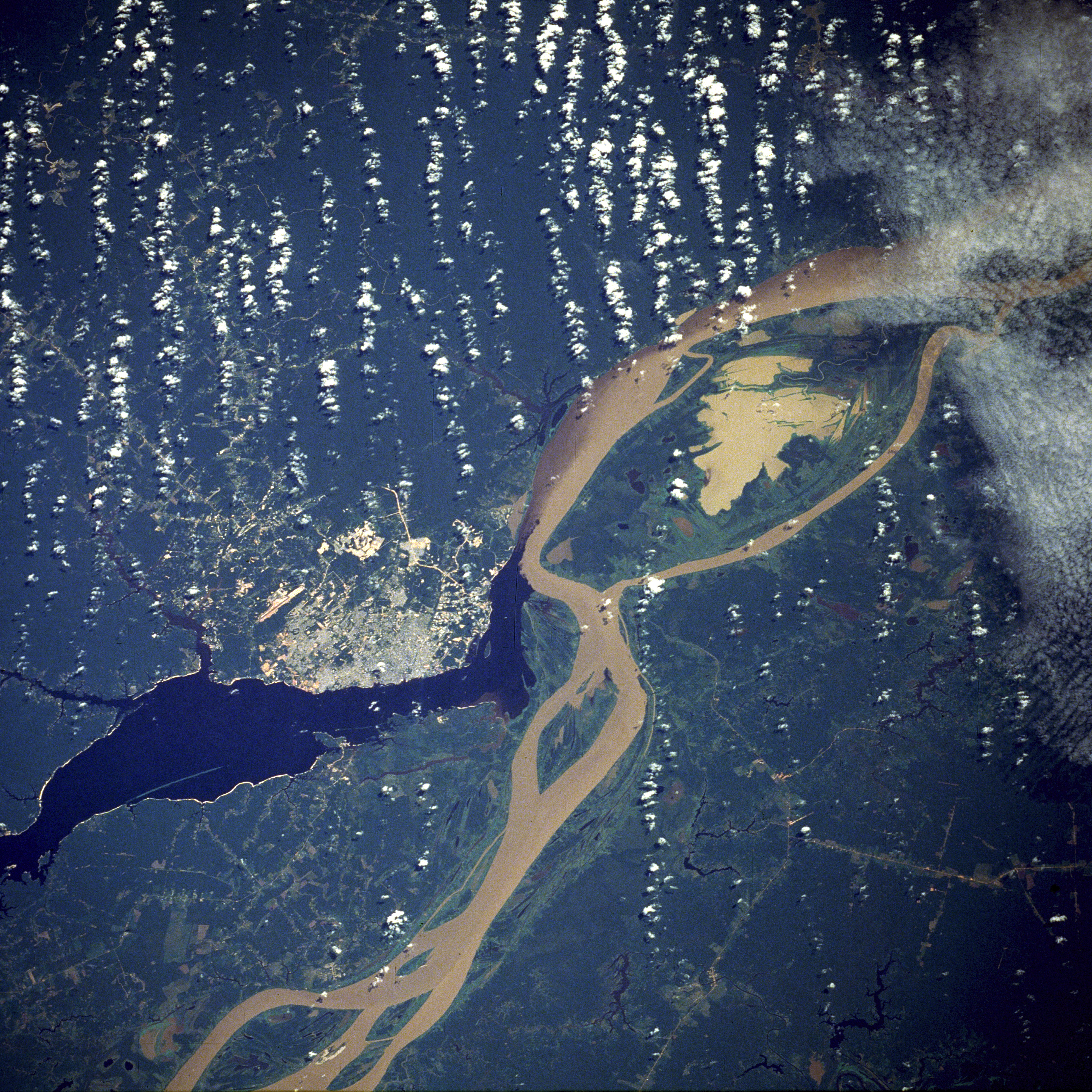
Photo satellite de la NASA montrant Manaus, la plus grande ville d'Amazonie, entourée du fleuve Amazone boueux et le sombre Rio Negro.

Les chercheurs considèrent le paysage du bassin amazonien comme culturel et révélant un travail social important : le fleuve Amazone a été modifié par la population locale pour faciliter la croissance des cultures et transporter l'eau.
Les recherches plus anciennes ne prenaient pas en compte l'interaction humaine avec le paysage amazonien : le déplacement naturel et continu des rivières masquait souvent les perturbations humaines dans le cours des rivières. En conséquence, la capacité des populations indigènes d'Amazonie à modifier la terre et le fleuve ont souvent été négligées. Cependant, des recherches récentes ont démontré que le paysage avait été manipulé par sa population indigène au fil du temps.

### Pédologie
La gestion des sols, ou interaction humaine directe avec le sol, est un autre mécanisme de changement anthropique étudié par les chercheurs en écologie historique. La gestion des sols peut se faire en les réarrangeant, en modifiant les schémas de drainage et en construisant de grandes formations de terre. Dès le début de l'écologie historique, il a été reconnu que les pratiques anthropiques de gestion des sols pouvaient avoir des effets à la fois positifs et négatifs sur la biodiversité locale. Certaines pratiques agricoles ont conduit à appauvrir les sols, à la fois du point de vue organique et chimique. Dans le Midwest nord-américain, l'agriculture industrielle a entraîné une perte de la couche arable. La salinisation de l'Euphrate s'est produite du fait de l'ancienne irrigation mésopotamienne, et des quantités préjudiciables de zinc ont été rekjetées dans la rivière New Caliber au Nigeria. Ailleurs, les pratiques de gestion des sols peuvent ne pas avoir d'effet sur la fertilité des sols. Les tumulus emblématiques des Indiens Hopewell construits dans la vallée de la rivière Ohio ont probablement servi à des fins religieuses ou cérémonielles et montrent peu de preuves d'une modification de la fertilité du sol dans le paysage.

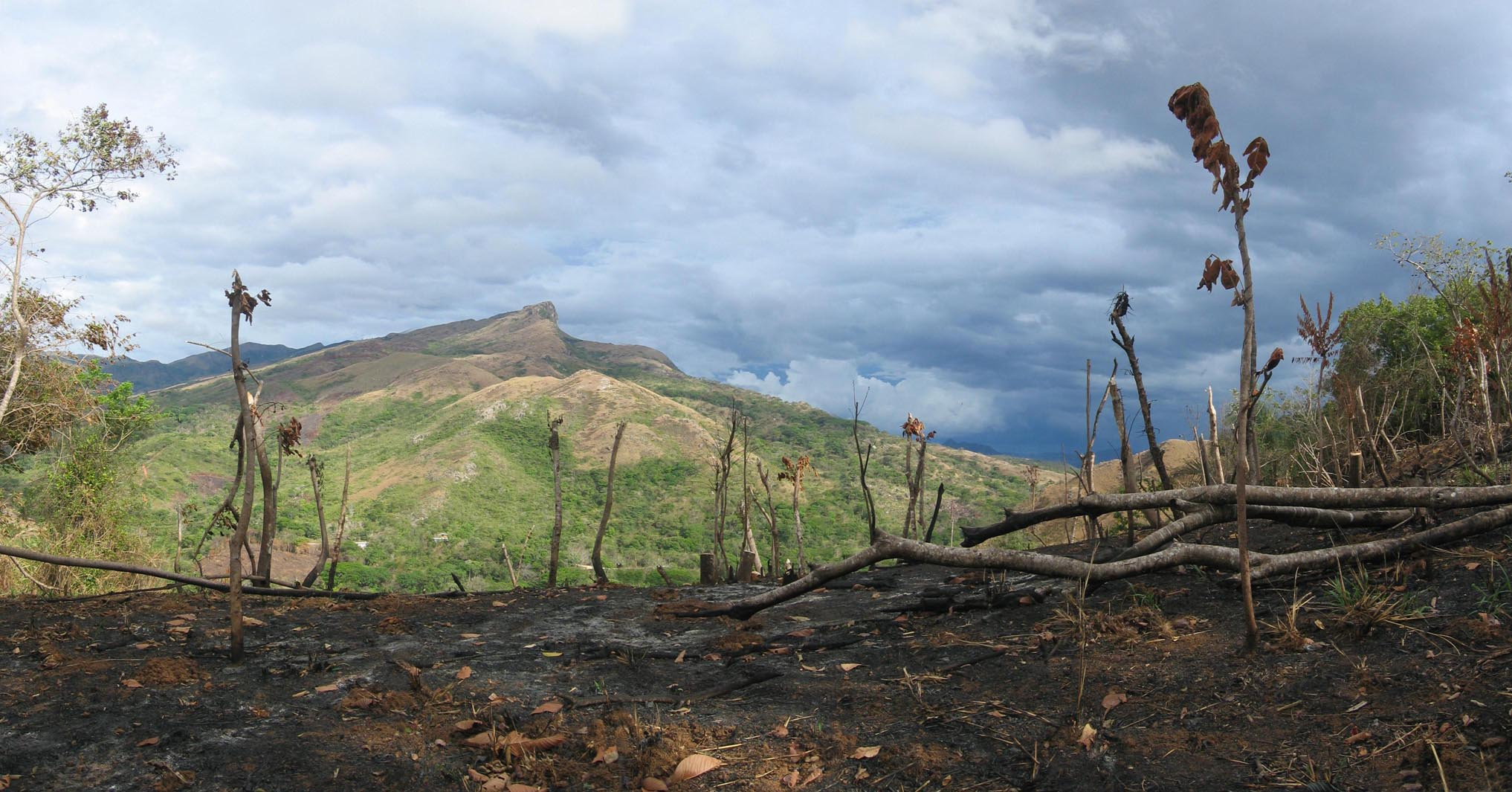
Terres brûlées résultant de l'agriculture sur brûlis

## Résultats et applications
L'écologie historique implique de comprendre plusieurs champs de recherche comme l'archéologie ou l'histoire culturelle, ainsi que les processus écologiques, la diversité des espèces, la variabilité naturelle et l'impact des perturbations d'origine humaine. Une compréhension globale des paysages permet d'appliquer l'écologie historique à toute une série d'autres disciplines. Les relations passées entre les humains et les paysages sont des données intéressantes pour les gestionnaires devant définir des plans d'action à la fois globaux, écologiquement rationnels et historiquement précis. Comme le résument les postulats de l'écologie historique, les humains jouent un rôle important dans la création et la destruction des paysages et dans le fonctionnement des écosystèmes. Grâce à l'expérience, de nombreuses sociétés autochtones ont appris à modifier efficacement leurs paysages et leurs distributions biotiques. Les sociétés modernes, cherchant à réduire l'ampleur de leurs effets sur le paysage, peuvent utiliser l'écologie historique pour promouvoir la durabilité en tirant les leçons du passé. Les agriculteurs de la région amazonienne, par exemple, utilisent de la terra preta riche en nutriments pour augmenter les rendements des cultures, comme les sociétés indigènes qui les ont précédés.
L'écologie historique peut également contribuer aux objectifs d'autres champs de recherche. La biologie de la conservation reconnaît différents types de processus de gestion des terres, chacun essayant de maintenir le paysage et le biote dans leur forme actuelle. L'écologie de la restauration restaure les sites à leur ancienne fonction, structure et composants de la diversité biologique grâce à une modification active des paysages. La remise en état consiste à ramener un écosystème dégradé vers une valeur ou une utilisation plus élevée, qui n'est pas nécessairement son état d'origine. Le remplacement d'un écosystème en créerait un tout nouveau. La revégétalisation peut impliquer d'ajouter de nouveaux biotes dans un paysage, sans se limiter à ceux d'origine. Chaque méthode peut être enrichie grâce aux connaissances produites par l'écologie historique. La nature interdisciplinaire de l'écologie historique permettrait aux biologistes de la conservation de réaliser des améliorations paysagères plus efficaces et efficientes. La remise en état et la revégétalisation peuvent s'appuyer sur  une perspective historique dans le choix du biote le plus susceptible d'accueillir de grandes populations sans menacer le biote indigène du paysage.